# Straits Settlements

Straits Settlements var en britisk gruppe af småkolonier omkring Malaccastrædet. Straits Settlements blev etablerede i 1826 som den del af de områder, der var kontrolleret af Det britiske Ostindiske kompagni, og som kom under direkte kontrol af den britiske stat som en kronkoloni den 1. april 1867. Kolonien blev opløst som en del af reorganiseringen af de britiske sydøstasiatiske områder efter afslutningen af 2. verdenskrig i 1946.
Straits Settlements bestod af en række uafhængige bosættelser. Disse var Malacca, Penang (også kendt som Prince of Wales Island) og Singapore. Fra 1907 blev også Labuan, en ø ud for kysten af Borneo indlemmet. Med undtagelse af Singapore er alle disse områder senere blevet en del af Malaysia.
Lige fra oprettelsen lå Straits Settlements direkte under den britiske trone og blev administreret af Kolonihovedkontoret i London i stedet for af koloniadministrationen i Calcutta i Britisk Indien.

## Historie
Etableringen af Straits Settlements skete efter den engelsk-hollandske traktat af 1824 mellem Storbritannien og Nederlandene, hvorved Malay øhavet blev delt i en britisk zone i nord og en hollandsk zone i syd. Dette resulterede i udvekslingen af den britiske bosættelse i Bencoolen (på Sumatra) med den hollandske koloni i Malacca og den ubestridte kontrol over Singapore. Bosættelsernes befolkninger var overvejende kinesiske, med en lille, men vigtigt europæisk minoritet. Deres kapital blev flyttet fra Penang til Singapore i 1832. Deres spredte natur viste sig at være vanskeligt, og efter at selskabet mistede sit monopol i Kina handel 1833, dyre at administrere.
Under deres kontrol fra East India Company blev Straits Settlements brugt som strafferetlige bosættelser for indiske civile og militære fanger, hvilket gav dem øgenavnet "Indiens Botany Bays". Årene 1852 og 1853 oplevede mindre opstande blandt fangerne i Singapore og Penang, de var utilfreds med East India Companys styre og i 1857 sendte den europæiske befolkning i bosættelserne et andragende til det britiske parlament, hvori de bad om direkte styre, men ideen blev overhalet af begivenhederne, der indiske oprør i 1857.
Da en "Gagging Act" blev indført for at forhindre, at opstanden i Indien bredte sig, reagerede Straits Settlements' presse med vrede og kaldte det noget, der undergraver "ethvert princip om frihed og fri diskussion". Eftersom der var lidt eller intet folkelig problem i bygderne, virkede en sådan handling irrelevant: det blev sjældent håndhævet og endte efter mindre end et år.
Den 1. april 1867 blev bosættelserne en britisk kronkoloni, hvilket bevirkede, at Straits Settlements kun direkte under kontrol af Colonial Office i London i stedet for styret for Britisk Indien baseret i Calcutta i britisk Indien. Tidligere, den 4. februar 1867, havde Letters Patent tildelt Straits Settlements en kolonial forfatning. Denne tildelte meget magt til dets 'guvernør, som administreres kolonien Straits Settlements ved hjælp af et udøvende råd, der udelukkende bestod af officielle (dvs. ex-officio) medlemmer, og et lovgivende råd, der bestod dels af officielle og dels af udpegede medlemmer, hvoraf førstnævnte havde et lille permanent flertal. Arbejdet med administrationen, både i kolonien og i Federated Malay States, blev videreført ved hjælp af en civil tjeneste, hvis medlemmer blev rekrutterede af udvælgelsesprøve afholdt hvert år i London.
Penang og Malacca blev administreret, direkte under guvernøren, af hjemmehørende byrådsmedlemmer.

### Dindings og provinsen Wellesley
Dindings (nu kendt som Manjung), som omfattede Pangkor Island samt byerne Lumut og Sitiawan, blev afstået af Perak til den britiske regering under Pangkor-traktaten af 1874. Forhåbninger om, at dens fremragende naturhavn skulle vise sig at være værdifuld, blev en skuffelse, og øerne, som var tyndt beboede og helt uvigtige både politisk og økonomisk, blev returneret til og administreret af regeringen i Perak i februar 1935.
Provinsen Wellesley, på fastlandet overfor øen Penang, blev afstået til Storbritannien i 1800 af sultanen af Kedah, ved dets nordlige og østlige grænse; Perak ligger mod syd. Grænsen til Kedah blev korrigeret ved en traktat med Siam (Thailand) i 1867. Den blev administreret af en distrikts officer med nogle assistenter, der skule ansvare over for residentrådgiveren i Penang. Provinsen Wellesley bestod, for det meste, af frugtbar slette, tykt befolket af malajer, og i nogle dele optaget af sukkerplantageejere og andre, der beskæftiger sig med lignende landbrugsdrift og med ansat kinesisk og tamilsk arbejdskraft. Omkring en tiendedel af hele området var dækket af lave bakker med tyk jungle. Store mængder ris voksede med de malaysiske indbyggere, og mellem oktober og februar var der dobbeltbekkasin-skydning i rismarkerne. En jernbane fra Butterworth, over for Penang, løb ind Perak og derfra via Selangor og Negri Sembilan til Malacca, med en udvidelse via Muar under sultan af Johors styre og gennem den sidst nævnte stat til Johor Bharu, over for øen Singapore.

### Guvernørens rolle
Cocos (Keeling) Islands (som blev beboede og en gang ejede af en skotsk familie ved navn Clunies-Ross) og Juleøen, tidligere tilknyttet Ceylon, blev i 1886 overført til forvaltning under regeringen for Straits Settlements i Singapore sammen med Labuan i 1907.
Guvernøren af Straits Settlements var også højkommissær for Federated Malay States på halvøen, for British North Borneo, Sultanatet Brunei og Sarawak på Borneo. Da administrationen af kolonien Labuan, som i en periode blev overdraget til den britiske North Borneo Company, blev genoptaget af den britiske regering, var han også guvernør i Labuan. Britiske beboere kontrollerede de indfødte stater i Perak, Selangor, Negri Sembilan og Pahang, men den 1. juli 1896, da føderationen af disse stater blev gennemført, blev en resident general, ansvarlig over for (guvernøren som) højkommissær, placeret med det øverste ansvar for alle de britiske protektorater på halvøen.

### Japansk invasion og opløsning
Under 2. verdenskrig invaderede japanerne Malaya og Straits Settlements ved landstigning på Kelantan den 8. december 1941, og den 16. december faldt Penang som den første Straits Settlement i japanske hænder. Malacca faldt den 15. januar, og Singapore faldt den 15. februar, efter Slaget om Singapore. Straits Settlements, sammen med resten af Malayahalvøen, forblev under japansk besættelse indtil august 1945.
Efter krigen blev kolonien opløst med virkning fra 1. april 1946, idet Singapore blev en separat kronkoloni (og i sidste ende en uafhængig republik), mens Penang og Malacca tiltrådte Den malayiske union (en forgænger for det moderne Malaysia). Labuan blev kortvarigt annekteret til Singapore, inden det blev knyttet til den nye koloni British North Borneo.
Cocos eller Keeling Islands og Juleøen, oprindeligt gjort til en del af kronkolonien Singapore i 1946, blev overført til australsk administration henholdsvis i 1955 og 1957.